# (5615) Iskander
(5615) Iskander es un asteroide perteneciente al cinturón de asteroides descubierto el 4 de agosto de 1983 por Liudmila Karachkina desde el Observatorio Astrofísico de Crimea (República de Crimea).

## Designación y nombre
Designado provisionalmente como 1983 PZ. Fue nombrado Iskander en honor a Fazíl Abdúlovich Iskander, que fue un escritor, poeta, ensayista, autor de la novela humorística Sandró de Cheguem y ganador de varios premios de literatura entre los cuales destaca el Premio Pushkin. Fue vicepresidente del Russian Pen Club.

## Características orbitales
Iskander está situado a una distancia media del Sol de 2,272 ua, pudiendo alejarse hasta 2,710 ua y acercarse hasta 1,833 ua. Su excentricidad es 0,192 y la inclinación orbital 4,745 grados. Emplea 1251,21 días en completar una órbita alrededor del Sol.

## Características físicas
La magnitud absoluta de Iskander es 14,2. Tiene 5,506 km de diámetro y su albedo se estima en 0,189. 